# Christian Bomhower
Christian Bomhower (* 1468 in Reval; † 15. April 1518 in Dorpat) war ein römisch-katholischer Geistlicher und Bischof von Dorpat.

## Leben
Bomhower wurde 1468 in Reval geboren. Andere Angaben nennen eine Geburt vor 1469 in Lübeck. Er absolvierte ein Universitätsstudium und wurde Doktor beider Rechte. Es folgte eine Anstellung als Sekretär des livländischen Ordensmeisters Wolter von Plettenberg. In dieser Funktion war er insbesondere mit dem Ablasshandel befasst, der auch der Finanzierung der militärischen Auseinandersetzung des Deutschordensstaats mit den Großfürsten von Moskau Iwan III. und Wassili III. diente. Er wurde päpstlicher Oberkommissar des Ablasses.
Bomhower verfasste eine 1508 veröffentlichte Schrift in Niederdeutsch, mit der er versuchte, in Deutschland die Situation des Ordensstaats vor dem Hintergrund des stärker werdenden Russlands und die dadurch für den Ordensstaat entstehenden Gefahren bekannt zu machen und so Bereitschaft zur Hilfe generieren.
Am 30. Oktober 1514 wurde Bomhower zum Bischof von Dorpat bestellt. Das Amt hatte er bis zu seinem Tod 1518 inne.

## Schriften
- Schonne Historie van vunderlyken geschafften der Herren tho Lyfflanth mit den Rüssen und Tartaren. Köln 1508.